# Stylogyne leptantha
Stylogyne leptantha är en viveväxtart som först beskrevs av Friedrich Anton Wilhelm Miquel, och fick sitt nu gällande namn av Carl Christian Mez. Stylogyne leptantha ingår i släktet Stylogyne och familjen viveväxter. Inga underarter finns listade i Catalogue of Life.